# Birgit Trulsson
Anna Birgit Trulsson, född 6 december 1922 i Maglarps församling, Malmöhus län, död 4 mars 2014 i Trelleborg, var en svensk målare, tecknare och teckningslärare.
Hon var dotter till lantbrukaren Johan Trulsson och Clary Iris Ingeborg Svensson. Trulsson studerade vid Skånska målarskolan 1942–1944, Grünewalds målarskola 1944–1946 och Otte Skölds målarskola 1946–1947 som följdes av självstudier under resor till bland annat Danmark, Norge och Tyskland. Efter studierna arbetade hon som teckningslärare 1950–1960. Separat ställde hon ut några gånger i Landskrona och Trelleborg. Hon medverkade i samlingsutställningar arrangerade av Trelleborgs konstförening. Hennes konst består av blomsterstilleben, landskap, figur- och djurmotiv utförda i olja, pastell eller akvarell.